# Austromira muironi
Austromira muironi är en stekelart som beskrevs av Girault 1924. Austromira muironi ingår i släktet Austromira och familjen sköldlussteklar. Inga underarter finns listade.